# Maidarzhavyn Ganzorig
Maidarzhavyn Ganzorig (oroszul:  Майдаржавын Ганзориг) (Cecerleg, 1949. február 5. – 2021. július 4.) kiképzett mongol űrhajós.

## Életpálya
1975-ben szerzett diplomát a Kijevi Műszaki főiskolán. 1978. március 1-től részesült űrhajóskiképzésben. A Szojuz–39 űrhajón indult küldetésre az első mongol űrhajós Dzsügderdemidín Gürragcsá, akinek tartaléka lehetett. Űrhajós pályafutását 1980. március 3-án fejezte be. 1984-ben Mérnöki diplomát szerzett. 1984-től különböző magas rangú beosztásokat töltött be.

## Tartalék személyzet
Szojuz–39 küldetésben Vlagyimir Ljahov parancsnok mellett tartalék kutatópilóta volt.

## Kitüntetések
A Mongol Akadémia tagja.